# Edith Rebecca Saunders
Edith Rebecca Saunders (phiên âm tiếng Anh: /ˈiːdɪθ rɪˈbɛkə ˈsɔndərz/, tiếng Việt: /i-đi ri-bêc-cơ sau-đơ/) là một trong những nhà nữ di truyền học người Anh đầu tiên, được xem là "Mẹ đẻ của Di truyền học thực vật Anh", có đóng góp cho phát hiện về gen liên kết trong Di truyền học cổ điển.

## Tiểu sử
Saunders sinh ngày 14 tháng 10 năm 1865 tại Brighton. Thời niên thiếu chủ yếu trải qua ở nhà và trường nữ sinh Handsworth (Ladies' College trường trung học riêng cho học sinh nữ) ở gần Birmingham và tốt nghiệp trung học năm 1884.
Từ năm 1884 đến 1888, Saunders là sinh viên tại trường Newnham College (trường đại học riêng cho nữ) ở Cambridge. Ở đây, Saunders theo ngành khoa học tự nhiên và đã tốt nghiệp đại học loại xuất sắc về chuyên đề Khoa học Tự nhiên vào năm 1888. Ngay sau tốt nghiệp đại học, bà là giảng viên dạy môn thực vật học tại trường Newnham, cuối cùng trở thành giám đốc nghiên cứu về khoa học tự nhiên của trường này suốt đến năm 1925.
Bắt đầu từ năm 1890, trong quá trình giảng dạy và nghiên cứu, Saunders chuyển sang lĩnh vực Di truyền học. Bà còn là nhà lãnh đạo nhiều phòng thí nghiệm/nghiên cứu ở Anh.
E.R. Saunders qua đời vào ngày 6 tháng 6 năm 1945, thọ 80 tuổi, sau một tai nạn xe đạp ở Cambridge.

## Sự nghiệp
- Sau khi tốt nghiệp đại học, Saunders tiếp tục học tập và nghiên cứu tại Phòng thí nghiệm Sinh học Balfour riêng cho Phụ nữ từ năm 1888-1890, rồi trở thành giám đốc của Phòng thí nghiệm này (1890-1914). Saunders cũng phụ trách phòng nghiên cứu ở Girton College (1904–1914) và Newnham College (1918–1925).
- Do các thành tựu đạt được trong lĩnh vực Thực vật học, Saunders là một trong những phụ nữ đầu tiên được bầu làm thành viên của Linnean Society (Hội Lin-nê) London vào năm 1905, thành viên của Royal Horticultural Society (Hiệp hội cây trồng Hoàng gia Anh) và nhận Huy chương từ tổ chức này vào năm 1906.
- Năm 1920, bà là chủ tịch ngành Thực vật học của British Association for the Advancement of Science (Hiệp hội Tiến bộ Khoa học Anh). Từ 1936-1938, bà được bàu làm chủ tịch của Hiệp hội Di truyền học Anh.[5]
- Vào năm 1895, Saunders tiến hành nhiều thí nghiệm cùng với William Bateson để tìm bằng chứng về sự kế thừa các đặc điểm ở các loài thực vật lấy mẫu từ Vườn Bách thảo Đại học Cambridge. Bà tập trung vào ba loài: Matthiola incana, Lychnis diurna và Biscutella laevigata, từ đó ra đời tác phẩm đầu tiên (năm 1897) ủng hộ giả thuyết "kế thừa gián đoạn" của Bateson. Từ 1897 các thí nghiệm lai trên thực vật của Saunders và Bateson đã được hỗ trợ nhờ giúp đỡ từ ban Tiến hóa luận thuộc của Hiệp hội khoa học Hoàng gia, trong đó có thí nghiệm phát hiện gen liên kết. Bà cũng góp phần đề xuất thuật ngữ "allelomorphs" (nay được gọi là alen), dị hợp tử và đồng hợp tử.
- Sau khi Bateson rời đại học Cambridge vào năm 1910, Saunders quay trở lại tập trung vào hình thái học và giải phẵu học thực vật.[2] Trong lĩnh vực này, bà có tác phẩm "Illustrations of Carpel Polymorphism" (Minh họa đa hình lá noãn) đăng trên tạp chí New Phytologist từ 1928 đến 1931).
- Bà cũng được đánh giá là đã khám phá một số hiện tượng như quy luật Mendel, trước khi bài báo của Mendel được công bố lại và được coi là "mẹ" của di truyền học thực vật Anh.[6]
- Trong Đại chiến thế giới II, bà tình nguyện giúp đỡ các lực lượng Đồng Minh chống Đức quốc xã một thời gian rồi trở về Anh vào năm 1945. Ít lâu sau khi trở về, bà bị tai nạn xe đạp.

## Cống hiến

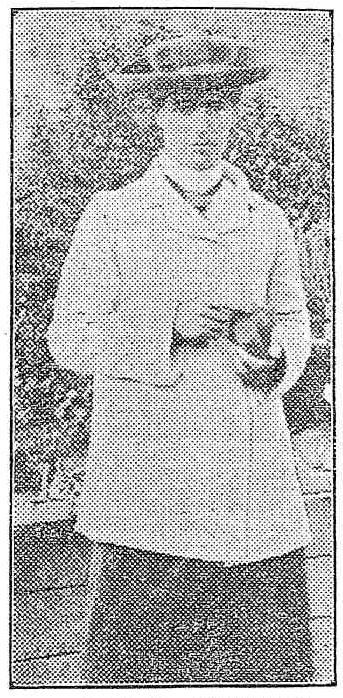
Ảnh chụp nhà di truyền học ở một vườn thí nghiệm

Ngoài tổ chức và đào tạo nhiều thế hệ học sinh, sinh viên ở Girton và Newnham Colleges; bà có đóng góp đào tạo và giúp đỡ phụ nữ nghiên cứu sinh học tại Phòng thí nghiệm Balfour Saunders. Edith Rebecca Saunders đóng một vai trò tích cực trong việc phổ biến học thuyết Mendel (Mendelism) và là cộng tác viên đầu tiên của nhà di truyền học William Bateson song song với các thành tựu về hình thái học và giải phẫu học thực vật, nhất là về cơ quan sinh sản của Hạt kín.